# Picicola candidus
Picicola candidus är en insektsart som först beskrevs av Christian Ludwig Nitzsch 1866.  Picicola candidus ingår i släktet Picicola, och familjen fjäderlöss. Arten är reproducerande i Sverige.